# بكتيريا سل الزيتون
بكتيريا سل الزيتون هي واحدة من البكتريا الممرضة للنبات،تتواجد هذه البكتريا في التربة،أو في الهواء. تنتقل البكتريا عن طريق الرياح إلى الأشجار، وكذلك عن طريق الجذور. تسمى بكتريا سل الزيتون علميًا Pseudomonas savastanoi،

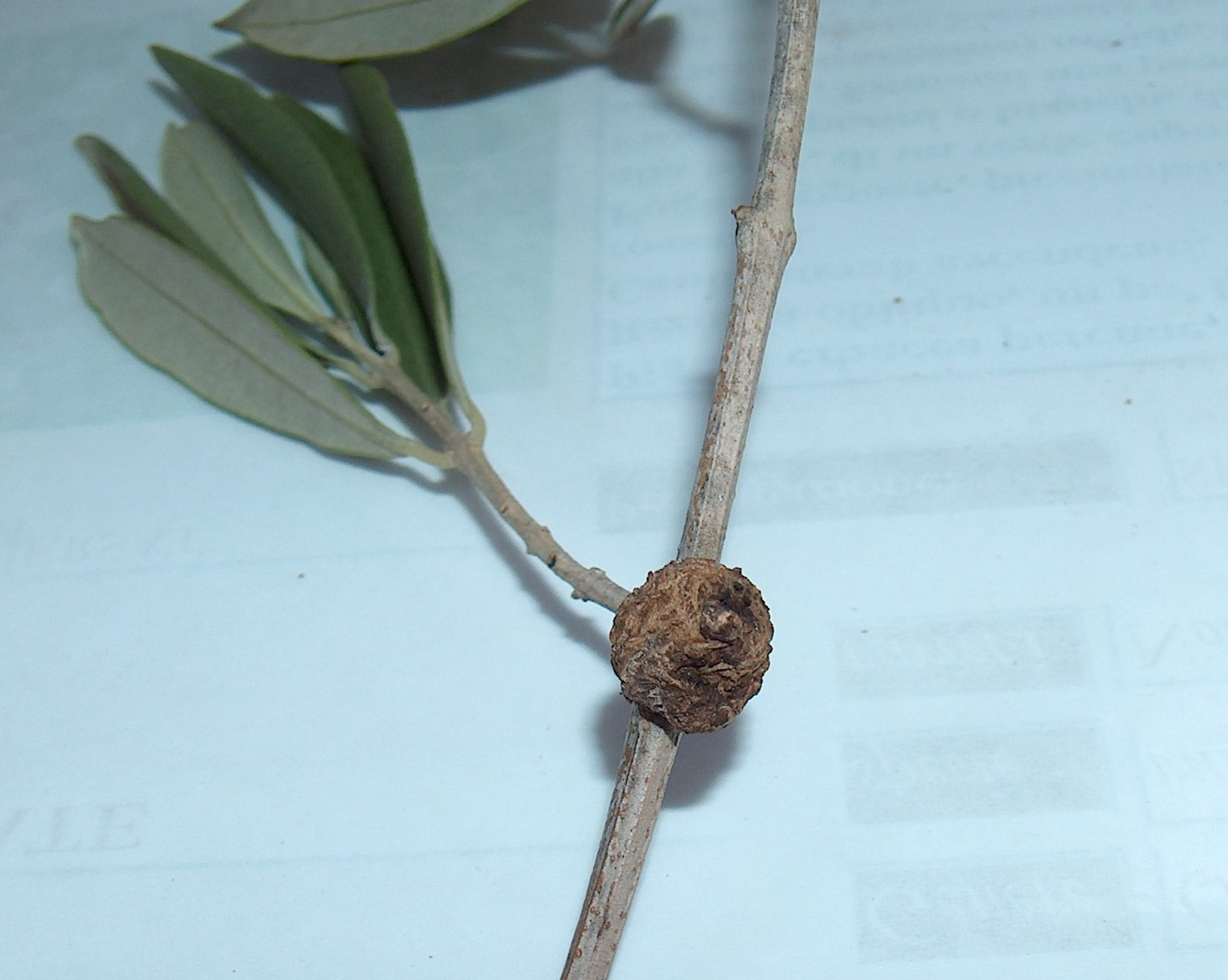
صور من مرض بكتريا سل الزيتون

يسبب مرض سل الزيتون لأشجار الزيتون أضرار اقتصادية كبيرة.

## الأسباب
- الجروح التي تصيب الاشجار والناتجة من عمليات التقليم.

- الخدمة أثناء جني الثمار وخاصة عند القطف بالعصا أو استخدام سلالم معدنية.

- أدوات التقليم والتطعيم ،حيث تساعد علي انتقال البكتيريا معها من شجرة لأخري .

- الزراعة بشتلات مصابة.[6]

## الأعراض

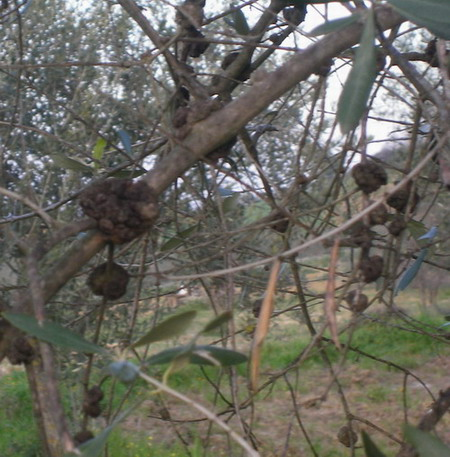
مرض بكتيريا سل الزيتون

تكون تدرنات خضراء كروية،وتظهر هذه التدرنات على الأفرع والأغصان وأحيانا على جذع الشجرة.

## المكافحة
- عدم إحداث جروح بأشجار الزيتون أثناء القيام بالعمليات الزراعية .

- قطع الأجزاء شديدة الإصابة وجمعها ثم حرقها خارج البستان مباشرة.

- استئصال الأورام على الساق الرئيسية والأفرع الهيكلية بسكين حادة ثم طلي مكان القشط بعجينة بوردو .

- تعقيم أدوات التقليم عند الانتقال من شجرة إلى أخرى بواسطة محلول كحولي .

- مكافحة حشرات الزيتون وخصوصا ذبابة ثمار الزيتون لما لها دور في عملية نقل البكتريا

- الرش بالمركبات النحاسية [8]